# Edubuntu
Az Edubuntu Ubuntu-alapú könnyen kezelhető, tetszetős és aránylag gyors operációs rendszer. Ezt a disztribúciót főként tantermekbe, iskolákba tervezték. Az Edubuntut a világ minden részéről érkezett tanárok fejlesztették közös munkájukkal. A 14.04 LTS kiadás után a projekt szünetelt, 2023-ban, a 23.04-es verzió megjelenésével indult újra.

## Jellemzői
Az Edubuntut minthogy iskolába tervezték, rengeteg hasznos extra programot tartalmaz, amelyek megkönnyítik a gyerekek számára a tanulást. Az első Edubuntu változat a Breezy Badger (5.10) volt. Alapértelmezett GUI-ja a GNOME, a 7.10-es változatból már elérhető a KDE-s változat is.

## A projekt céljai
Az Edubuntu célja, hogy egy technikailag kevésbé képzett tanár is képes legyen felállítani egy online, számítógépes környezetet a tanuláshoz. A projekt másik célja, hogy létrehozzanak egy olyan szoftvert, amellyel a tanulók az órákon egyszerűen tudnak közös munkát végezni. A legfőbb kitűzött cél, hogy létrehozzanak egy tökéletes ingyenes szoftvert az iskolák számára.

## Verziótörténet
| Szín  | Jelentés                       |
| ----- | ------------------------------ |
| Piros | Nem támogatott kiadás          |
| Sárga | Régi, de még támogatott kiadás |
| Zöld  | Támogatott kiadás              |
| Kék   | Jövőbeni kiadás                |

| Verzió    | Kódnév           | Kiadási dátum | Támogatás megszűnése |
| --------- | ---------------- | ------------- | -------------------- |
| 5.10      | Breezy Badger    | 2005-10-13    | 2007-04              |
| 6.06 LTS  | Dapper Drake     | 2006-06-01    | 2009-07              |
| 6.10      | Edgy Eft         | 2006-10-26    | 2008-04              |
| 7.04      | Feisty Fawn      | 2007-04-19    | 2008-10              |
| 7.10      | Gutsy Gibbon     | 2007-10-18    | 2009-04              |
| 8.04 LTS  | Hardy Heron      | 2008-04-24    | 2011-05              |
| 8.10      | Intrepid Ibex    | 2008-10-30    | 2010-04              |
| 9.04      | Jaunty Jackalope | 2009-04-23    | 2010-10              |
| 9.10      | Karmic Koala     | 2009-10-29    | 2011-04              |
| 10.04 LTS | Lucid Lynx       | 2010-04-29    | 2013-05              |
| 10.10     | Maverick Meerkat | 2010-10-10    | 2012-04              |
| 11.04     | Natty Narwhal    | 2011-04-28    | 2012-10              |
| 11.10     | Oneiric Ocelot   | 2011-10-13    | 2013-05              |
| 12.04 LTS | Precise Pangolin | 2012-04-26    | 2017-04              |
| 12.10     | Quental Quetzal  | 2012-10-18    | 2014-05              |
| 13.04     | Raring Ringtail  | 2013-04-25    | 2014-01              |
| 13.10     | Saucy Salamander | 2013-10-17    | 2014-07              |
| 14.04 LTS | Trusty Tahr      | 2014-04-17    | 2019-04              |
| 23.04     | Lunar Lobster    | 2023-04-20    | 2024-01              |